# Pavlína Wolfová
Pavlína Wolfová (rozená Spálená, * 22. prosince 1971 Praha), je česká redaktorka a moderátorka.

## Život a kariéra
Absolvovala Fakultu sociálních věd Univerzity Karlovy, v letech 1991–1992 pracovala jako elév v Lidových novinách. Působila v domácím a později i zahraničním zpravodajství České televize. V roce 1996 byla reportérkou pořadu TV Nova Na vlastní oči. Ve stejné televizi pak od roku 1997 měla vlastní talkshow Áčko.
Od roku 2000 moderovala pro Český rozhlas pořady Nad věcí, BonaDea a Radiofórum na stanici ČRo 1 – Radiožurnál, na stejné stanici byla součástí relace Děti vám to řeknou. Od června 2019 byla jistou dobu součástí týmu moderátorů pořadu Pressklub na stanici Frekvence 1. Od roku 2020 je moderátorkou pořadu 360° Pavlíny Wolfové na CNN Prima News.
Je dcerou zpěváka Petra Spáleného a herečky Pavlíny Filipovské. Je rovněž vnučkou herce Františka Filipovského. Jejím prvním manželem byl slovenský novinář Karol Wolf. Podruhé byla vdaná za podnikatele Jana Bubeníka. S Bubeníkem mají dvě děti (Matildu a Matouše).